# Vieux clocher roman de Saint-Martin-Belle-Roche
Le vieux clocher roman est une église romane située sur le territoire de la commune de Saint-Martin-Belle-Roche dans le département français de Saône-et-Loire en région Bourgogne-Franche-Comté.

## Historique
L'abside, le chœur et le clocher de l'église font l'objet d'une inscription au titre des monuments historiques depuis le 27 janvier 1942.

## Architecture
L'église possède un beau chevet roman constitué d'une abside semi-circulaire ornée de bandes lombardes, percée de trois fenêtres profondes à simple ébrasement et recouverte de lauzes.
Elle est surmontée d'un clocher carré orné de bandes lombardes. Le dernier niveau, séparé du précédent par un cordon de pierre, est percé sur chaque face d'une paire de baies géminées inscrites dans le décor de bandes lombardes.